# Entronque de Matehuala
Entronque de Matehuala är en ort i Mexiko.   Den ligger i kommunen Guadalcázar och delstaten San Luis Potosí, i den centrala delen av landet, 400 km norr om huvudstaden Mexico City. Entronque de Matehuala ligger 1 420 meter över havet och antalet invånare är 1 467.
Terrängen runt Entronque de Matehuala är platt åt nordväst, men åt sydost är den kuperad. Runt Entronque de Matehuala är det mycket glesbefolkat, med 6 invånare per kvadratkilometer. Entronque de Matehuala är det största samhället i trakten. Omgivningarna runt Entronque de Matehuala är i huvudsak ett öppet busklandskap.